# Llista de municipis de la Comunitat Autònoma de Canàries
Aquesta és la Llista de municipis de la Comunitat Autònoma de Canàries.
Les Illes Canàries estan dividides en dues províncies amb els seus respectius municipis:
- Municipis de la província de Las Palmas
- Municipis de la província de Santa Cruz de Tenerife

L'últim municipi creat va ser el municipi d'El Pinar de El Hierro, el 2007. L'últim municipi a desaparèixer va ser el de San Lorenzo (Tamaraceite), el 1939. Els 88 municipis canaris estan integrats en la FECAM (Federació Canària de Municipis), que és l'agrupació que vetlla, defensa, protegeix i promociona els seus interessos comuns. Al seu torn aquesta agrupació pertany a la Federació Espanyola de Municipis i Províncies.

## Municipis per Illa
- Tenerife: 31.
- Gran Canària: 21.
- La Palma: 14.
- Lanzarote: 7.
- Fuerteventura: 6.
- La Gomera: 6.
- El Hierro: 3.

Illes de la província de Las Palmas.
Municipis de Fuerteventura.
Municipis de Gran Canària.
Municipi de Lanzarote.

Illes de la província de Santa Cruz de Tenerife.
Municipis d'El Hierro.
Municipis de La Gomera.
Municipis de La Palma.
Municipis de Tenerife.

## Municipis

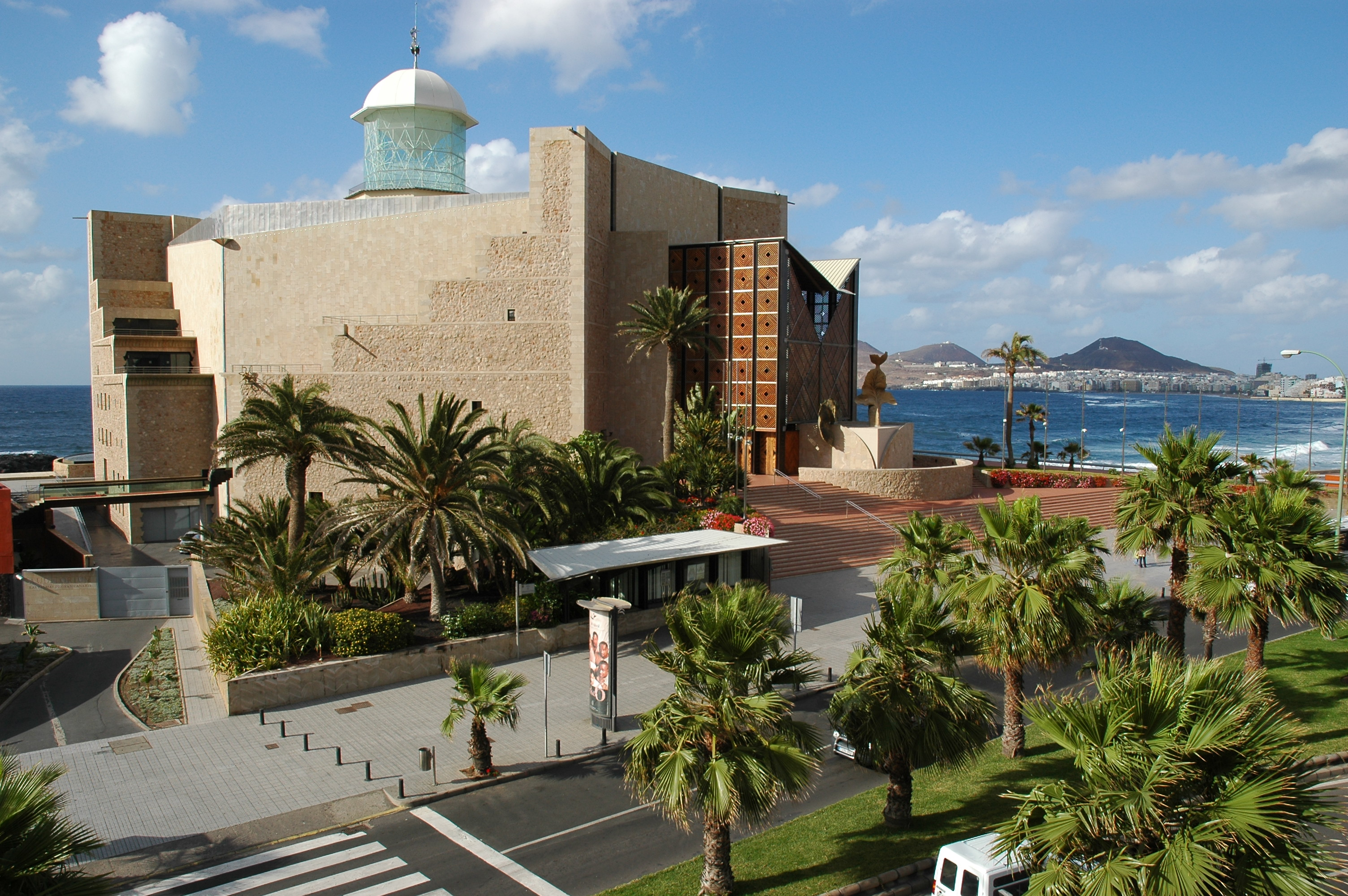
Las Palmas de Gran Canària.

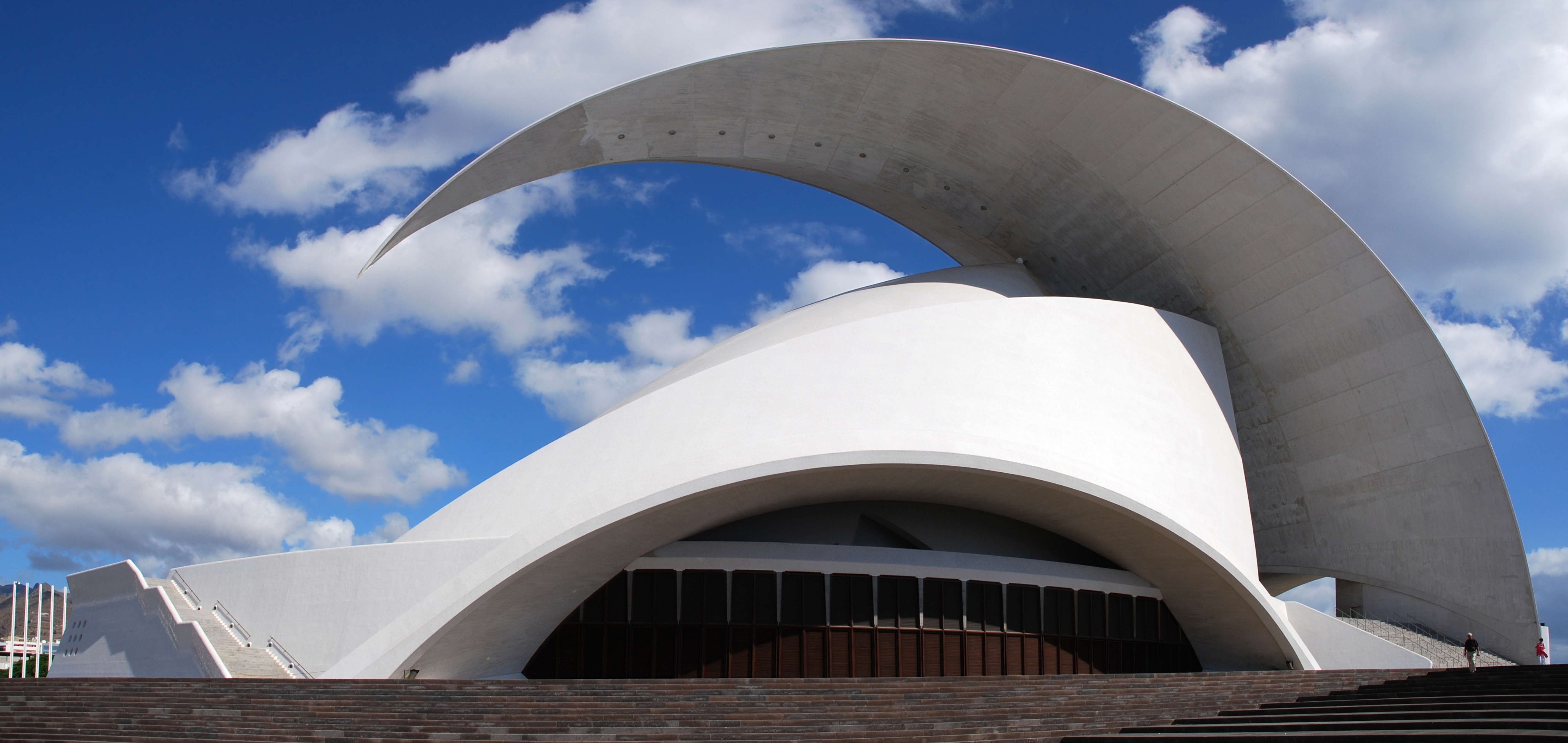
Santa Cruz de Tenerife.

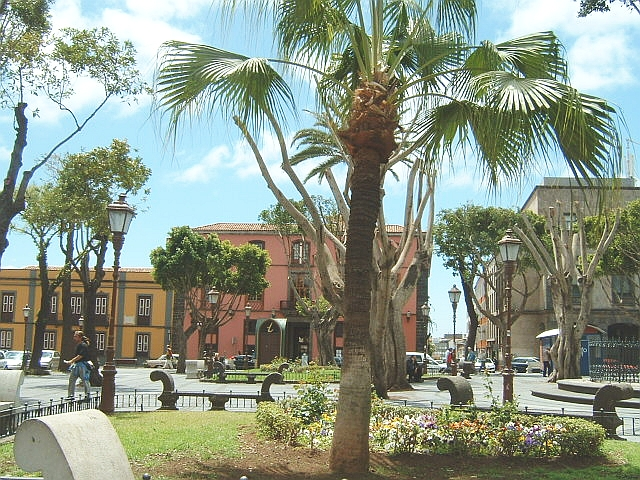
San Cristóbal de La Laguna.

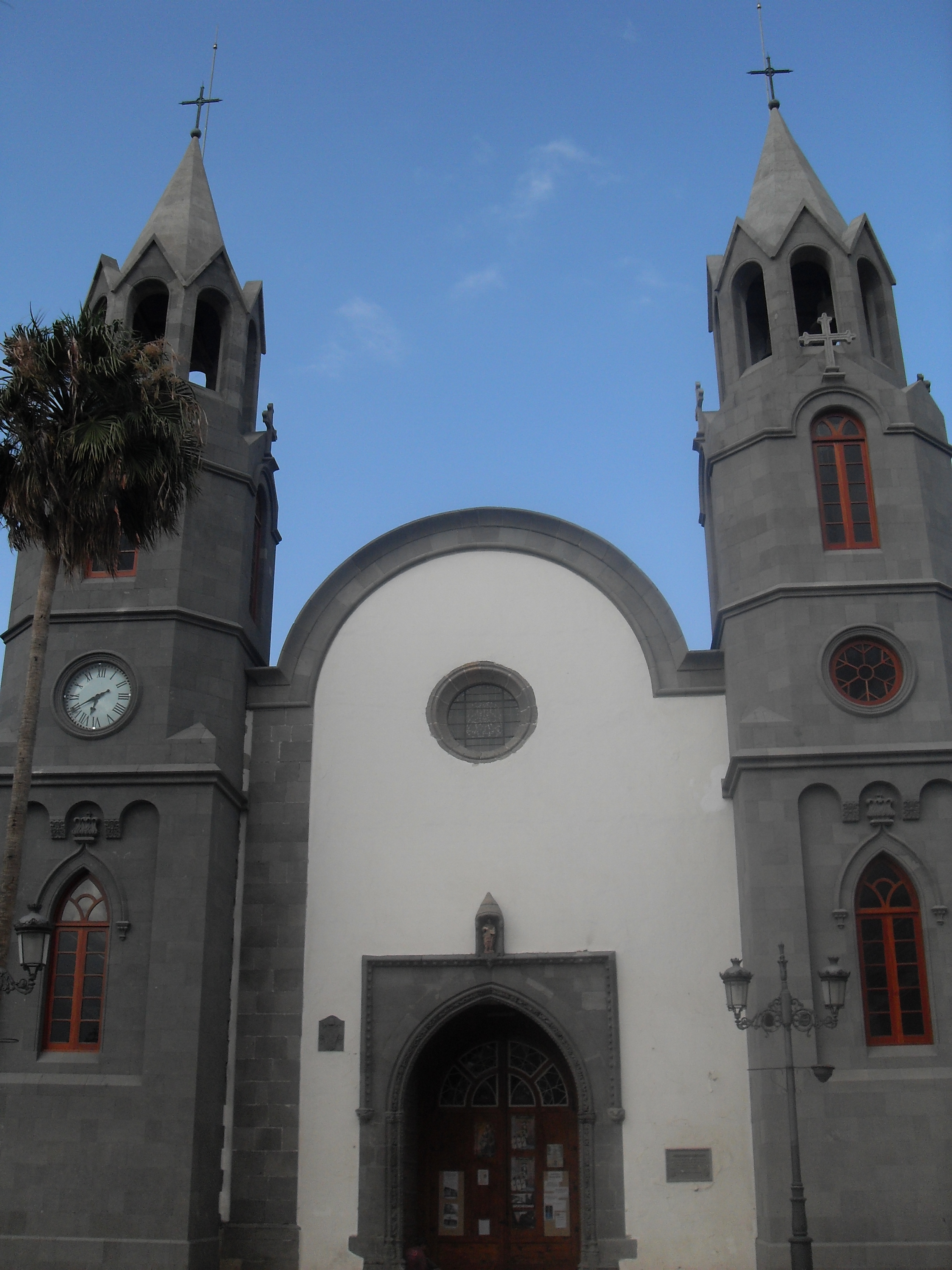
Telde.

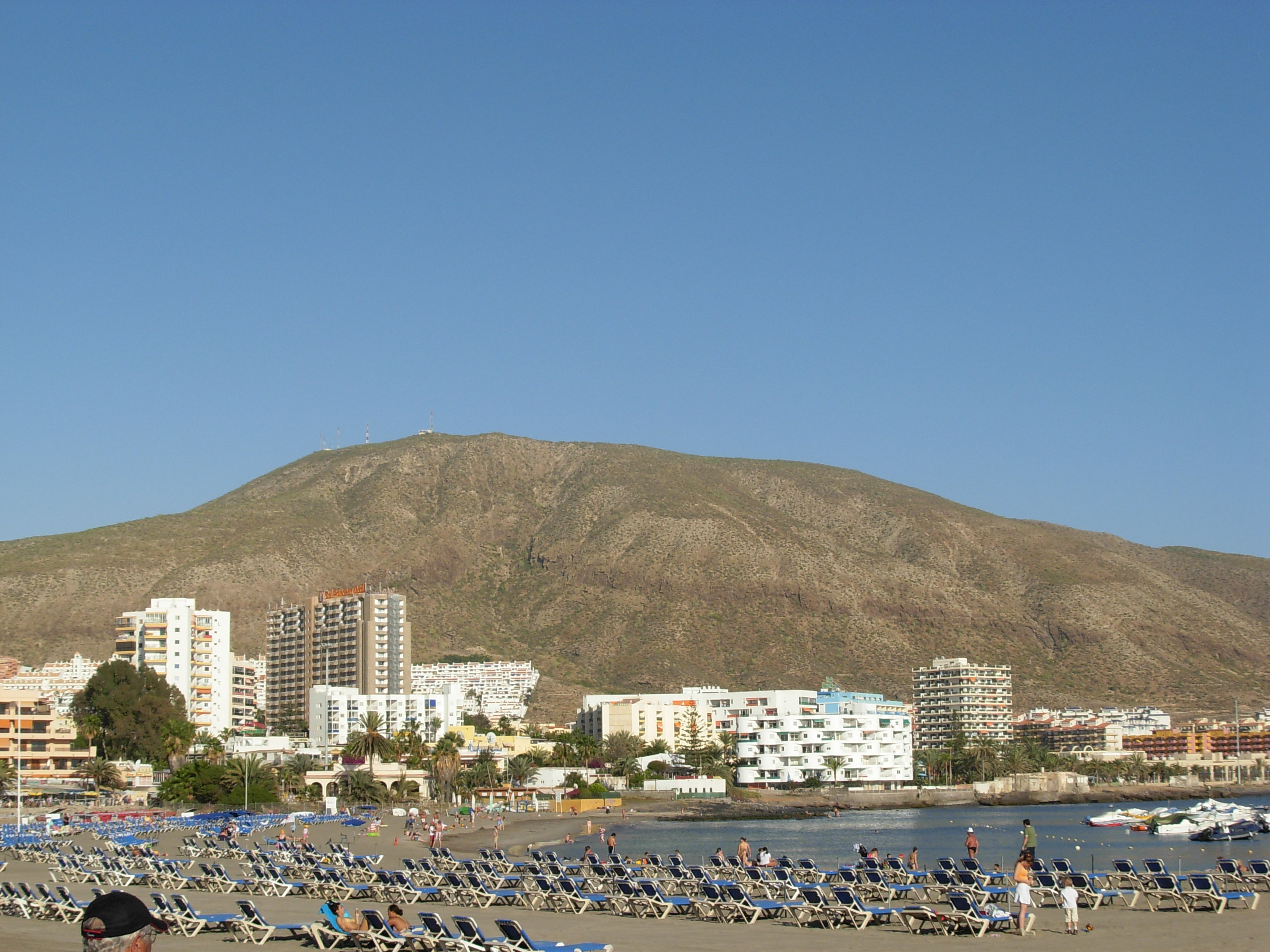
Arona.

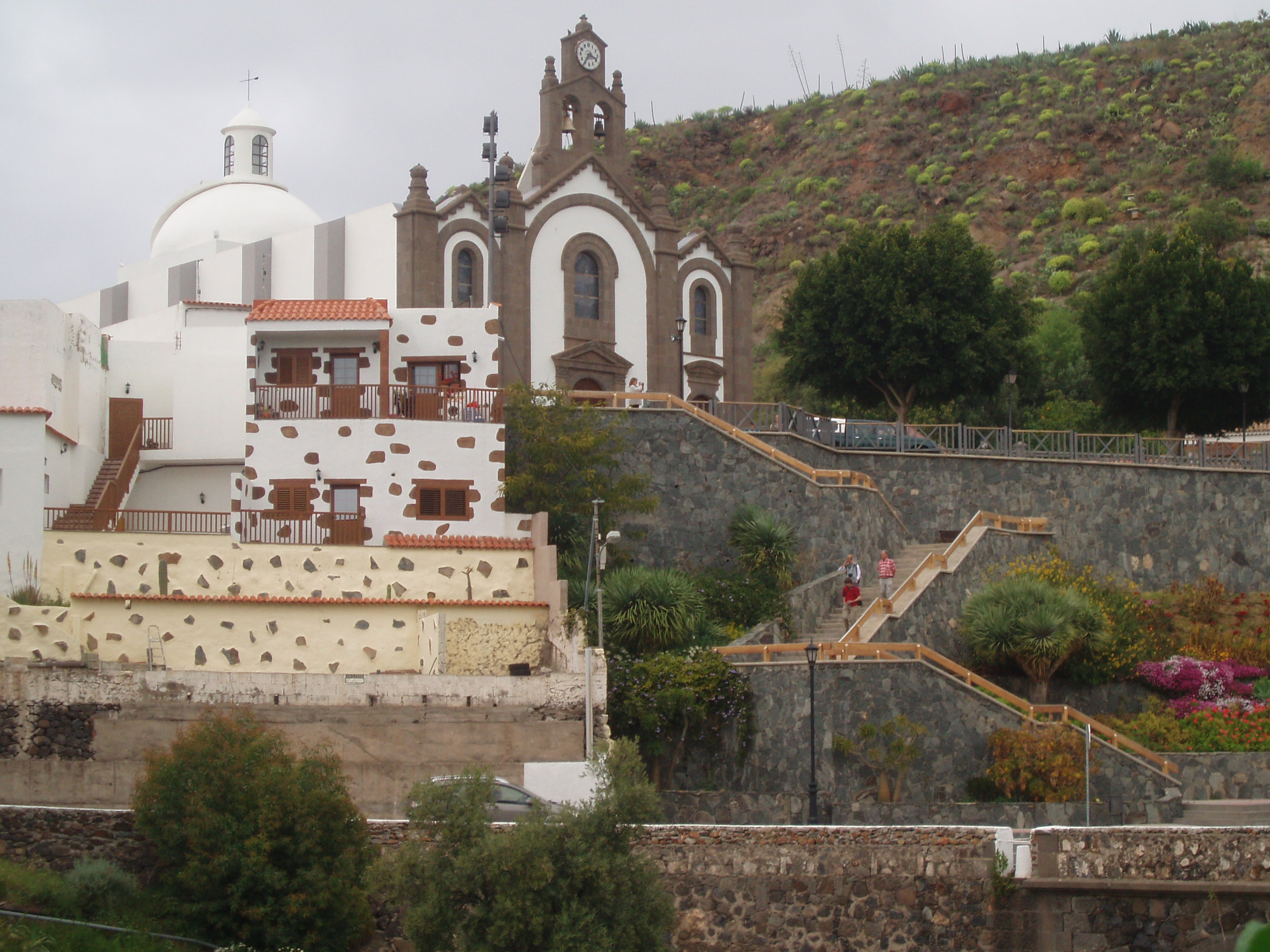
Santa Lucía de Tirajana.

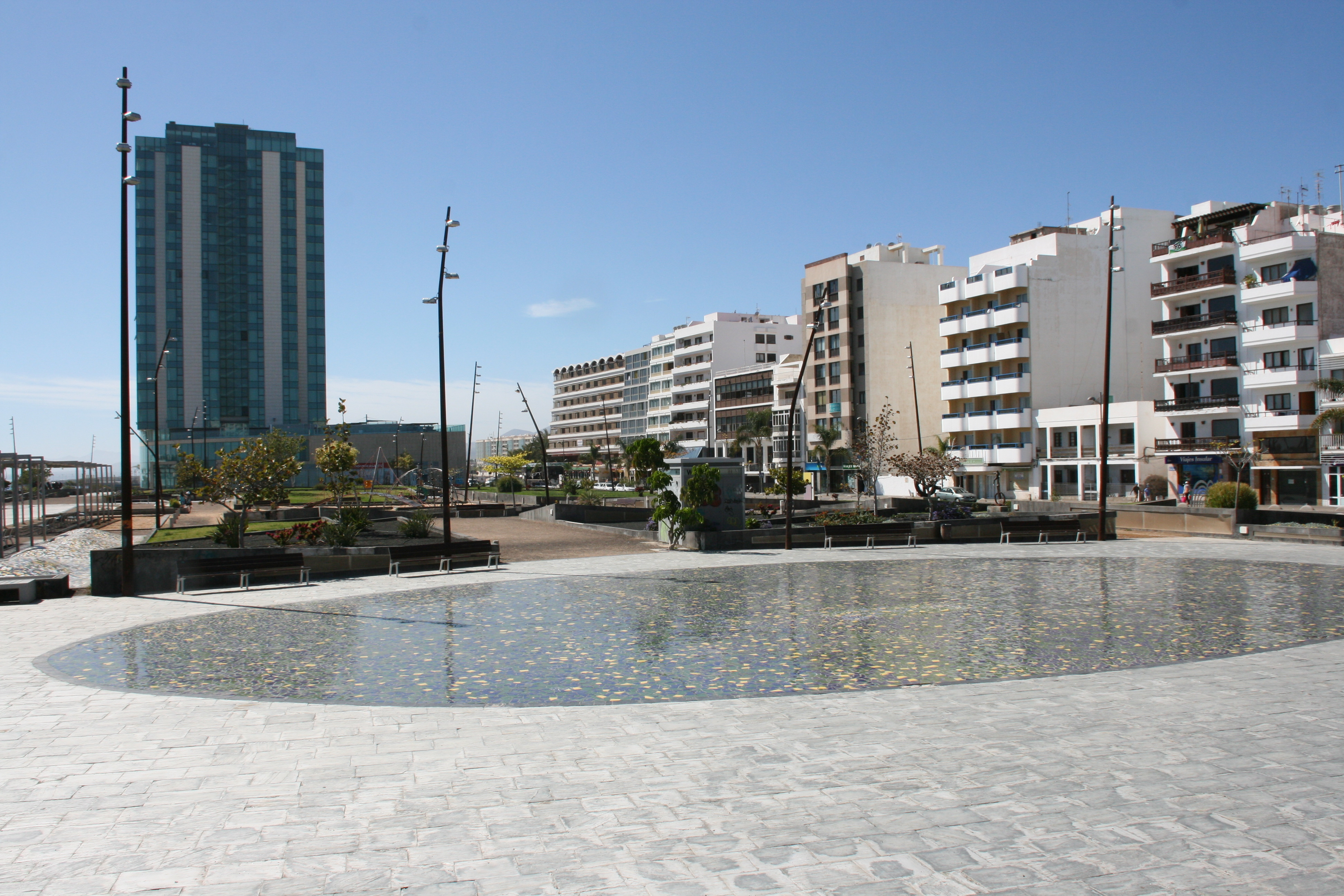
Arrecife.

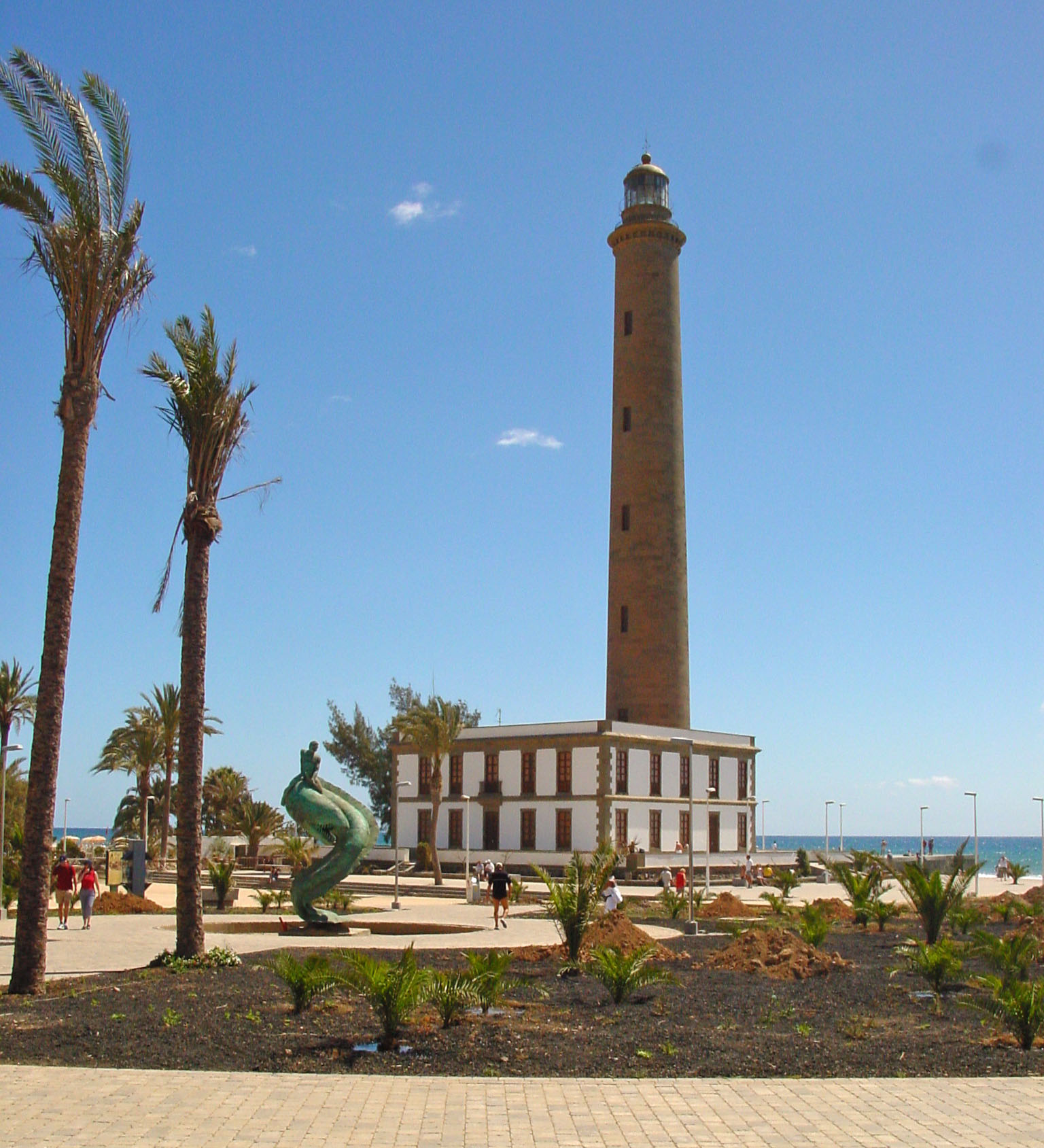
San Bartolomé de Tirajana.

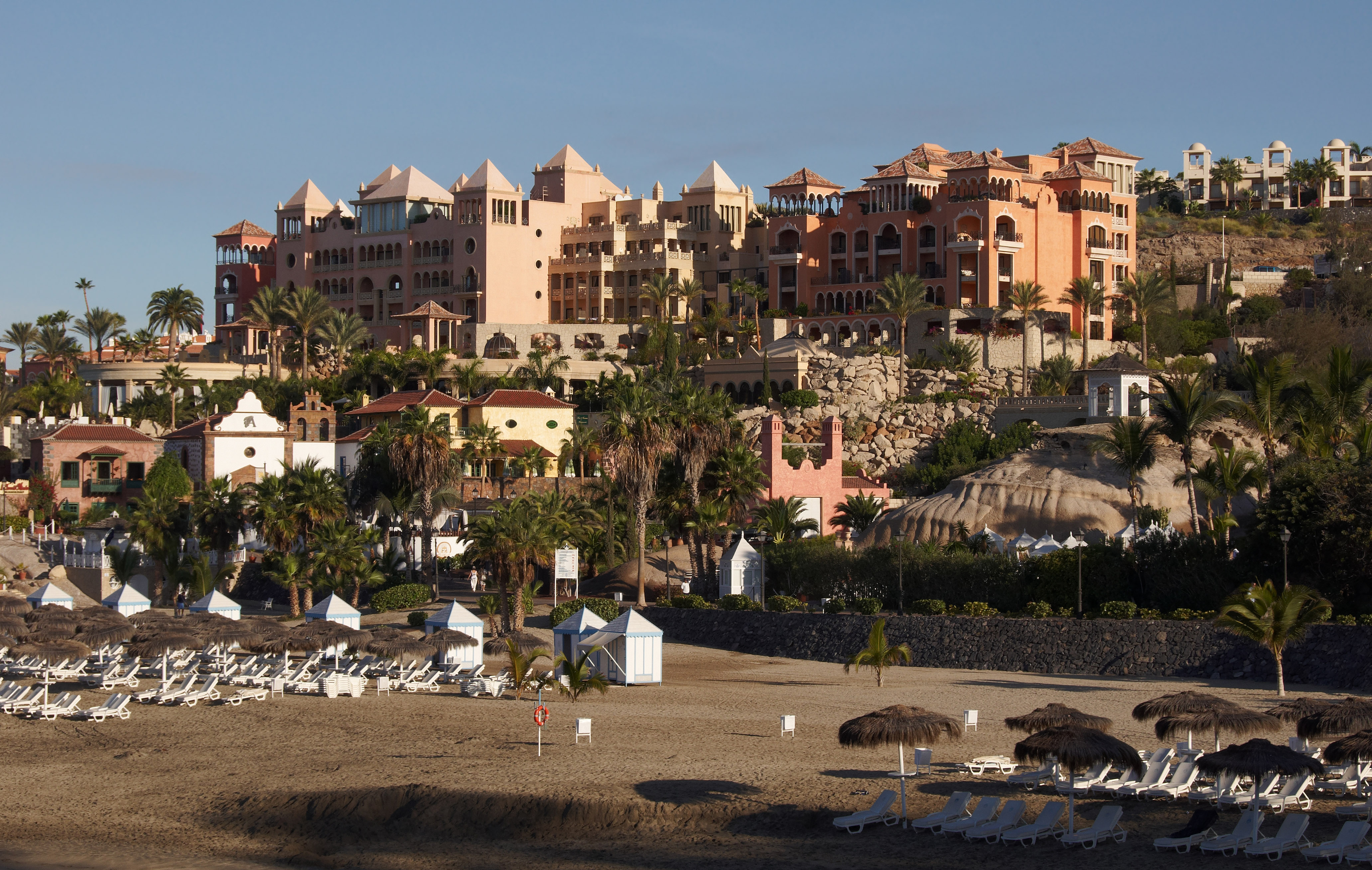
Adeje.

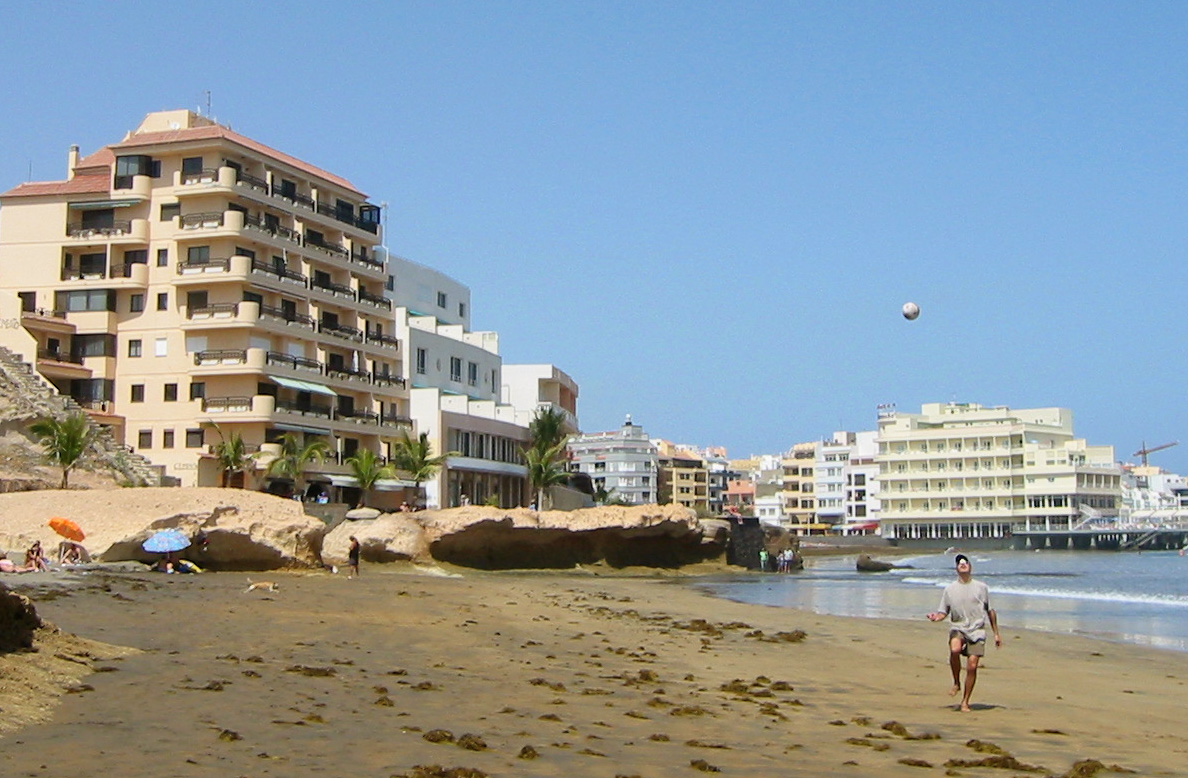
Granadilla de Abona.

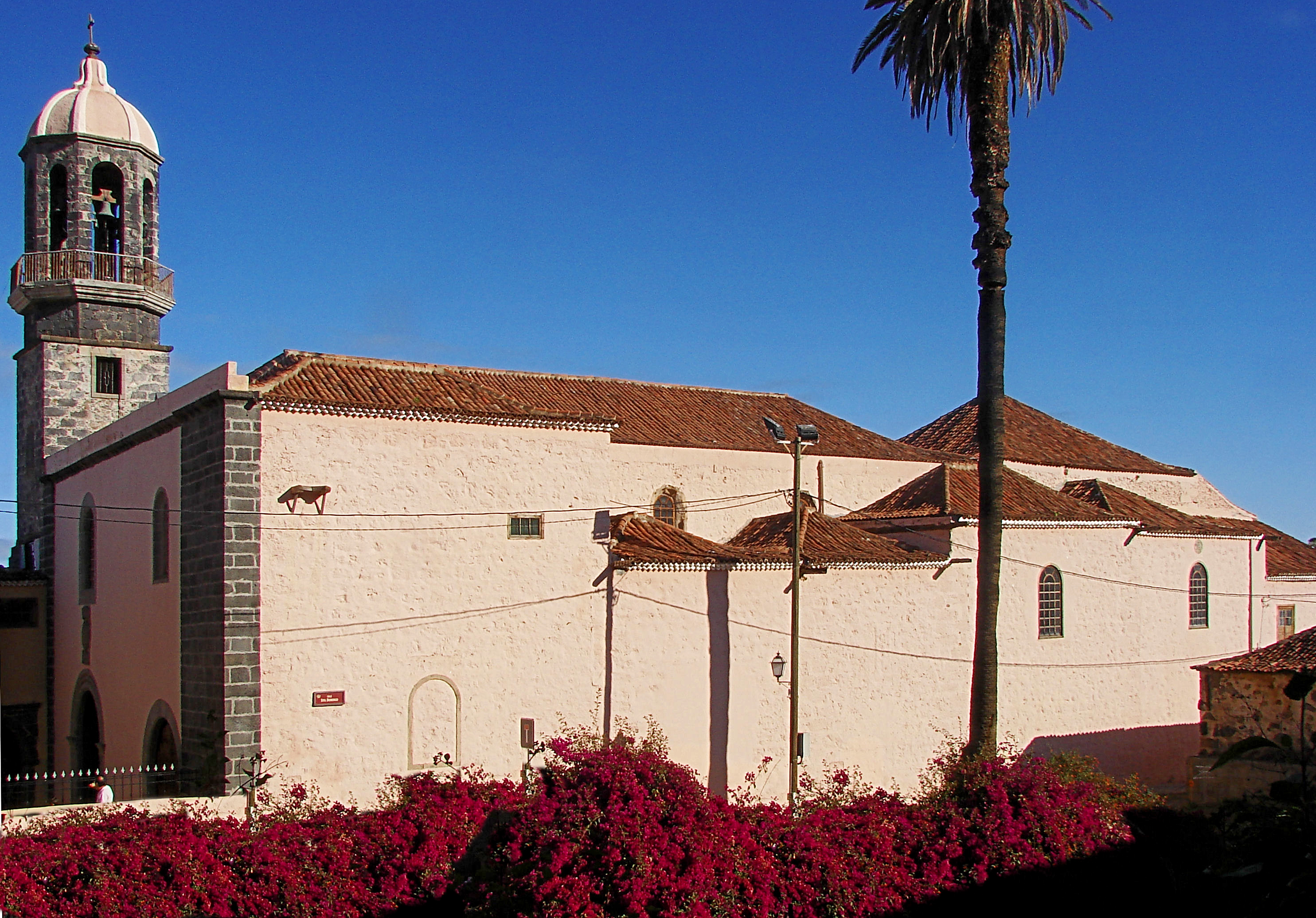
La Orotava.

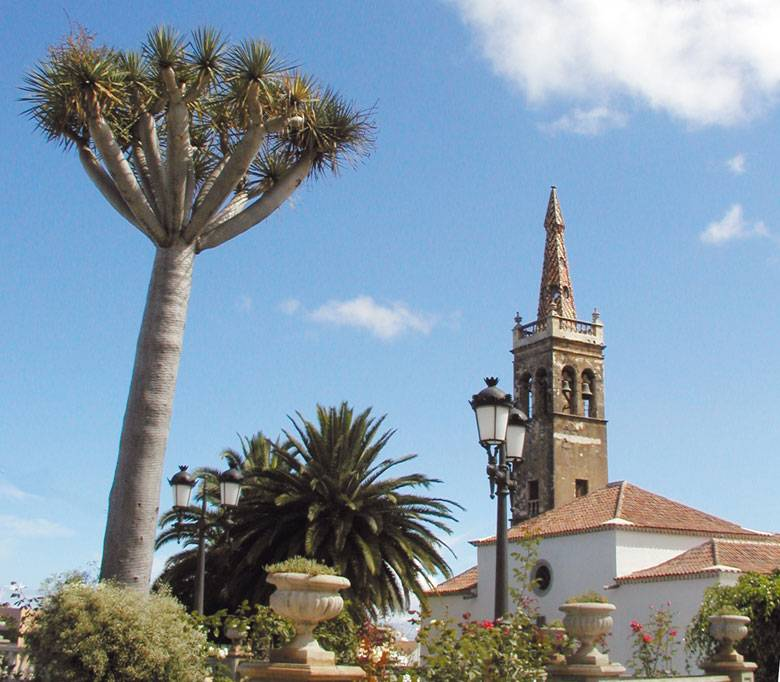
Los Realejos.

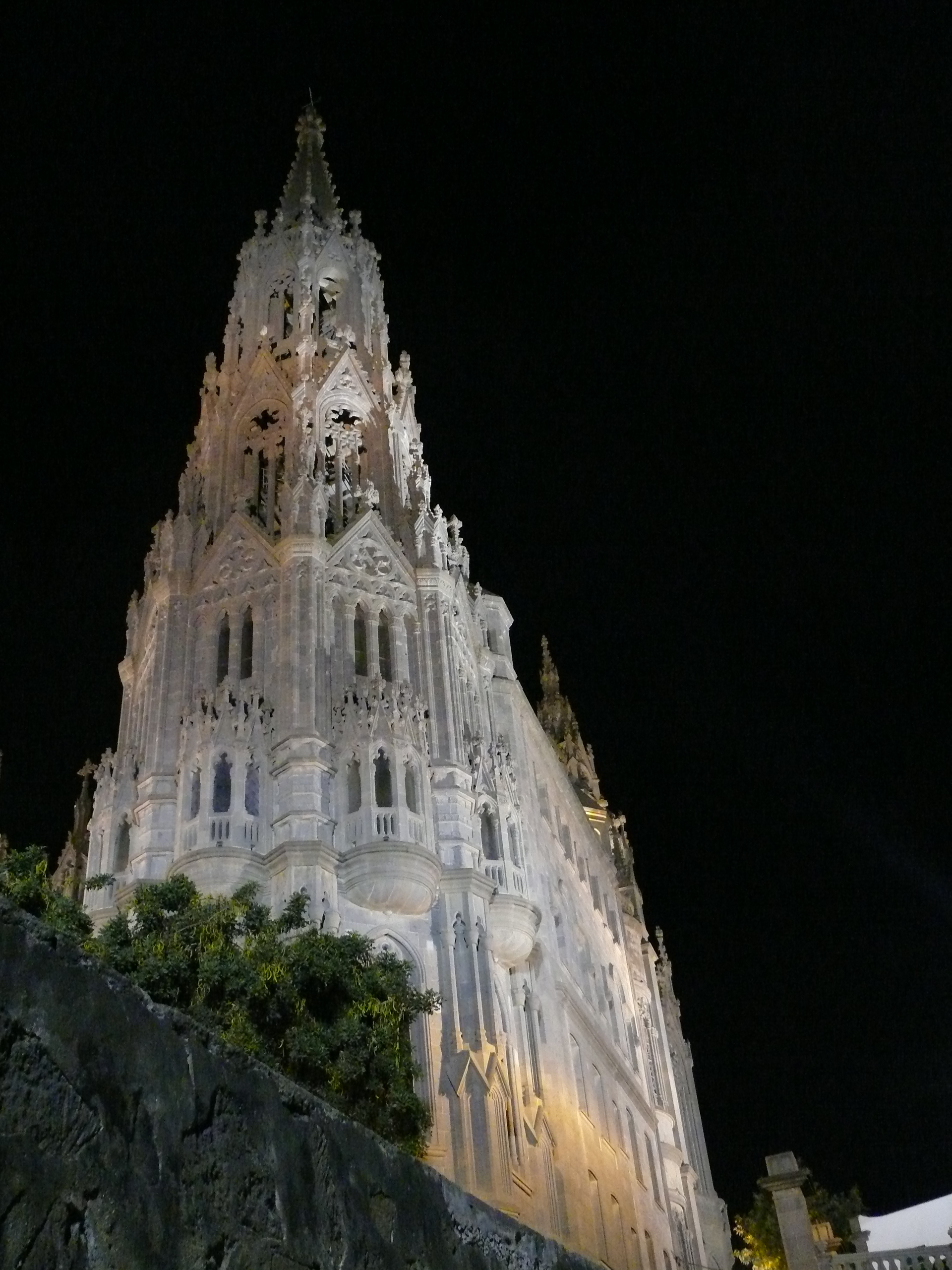
Arucas.

| Municipi                            | Població (2015) | Superfície | Illa          |
| ----------------------------------- | --------------- | ---------- | ------------- |
| Adeje                               | 45.405          | 105,94     | Tenerife      |
| Agaete                              | 5.618           | 45,49      | Gran Canaria  |
| Agüimes                             | 30.294          | 79,28      | Gran Canaria  |
| Agulo                               | 1.081           | 25,39      | La Gomera     |
| Alajeró                             | 2.025           | 49,42      | La Gomera     |
| Antigua                             | 11.024          | 250,56     | Fuerteventura |
| Arafo                               | 5.499           | 33,92      | Tenerife      |
| Arico                               | 7.327           | 178,75     | Tenerife      |
| Arona                               | 79.928          | 81,79      | Tenerife      |
| Arrecife                            | 56.940          | 22,40      | Lanzarote     |
| Artenara                            | 1.177           | 66,69      | Gran Canaria  |
| Arucas                              | 37.054          | 33,00      | Gran Canaria  |
| Barlovento                          | 1.910           | 43,55      | La Palma      |
| Betancuria                          | 713             | 103,63     | Fuerteventura |
| Breña Alta                          | 7.170           | 30,82      | La Palma      |
| Breña Baja                          | 5.362           | 14,19      | La Palma      |
| Buenavista del Norte                | 4.859           | 67,42      | Tenerife      |
| Candelaria                          | 26.490          | 49,52      | Tenerife      |
| El Paso                             | 7.563           | 135,92     | La Palma      |
| El Pinar de El Hierro               | 1.791           | 84,95      | El Hierro     |
| El Rosario                          | 17.277          | 39,42      | Tenerife      |
| El Sauzal                           | 8.930           | 18,31      | Tenerife      |
| El Tanque                           | 2.698           | 23,64      | Tenerife      |
| Fasnia                              | 2.820           | 45,10      | Tenerife      |
| Firgas                              | 7.486           | 15,76      | Gran Canaria  |
| Frontera                            | 3.926           | 80,12      | El Hierro     |
| Fuencaliente de La Palma            | 1.730           | 56,41      | La Palma      |
| Gáldar                              | 24.235          | 61,58      | Gran Canaria  |
| Garachico                           | 4.966           | 29,28      | Tenerife      |
| Garafía                             | 1.590           | 102,99     | La Palma      |
| Granadilla de Abona                 | 44.846          | 162,43     | Tenerife      |
| Guía de Isora                       | 20.373          | 143,42     | Tenerife      |
| Güímar                              | 18.445          | 102,92     | Tenerife      |
| Haría                               | 4.755           | 106,58     | Lanzarote     |
| Hermigua                            | 1.950           | 39,67      | La Gomera     |
| Icod de los Vinos                   | 22.659          | 95,90      | Tenerife      |
| Ingenio                             | 30.258          | 38,14      | Gran Canaria  |
| La Aldea de San Nicolás             | 7.969           | 123,58     | Gran Canaria  |
| La Guancha                          | 5.433           | 23,77      | Tenerife      |
| La Matanza de Acentejo              | 8.752           | 14,11      | Tenerife      |
| La Oliva                            | 25.199          | 356,13     | Fuerteventura |
| La Orotava                          | 41.317          | 207,31     | Tenerife      |
| La Victoria de Acentejo             | 9.026           | 18,35      | Tenerife      |
| Las Palmas de Gran Canaria          | 379.766         | 100,55     | Gran Canaria  |
| Los Llanos de Aridane               | 20.227          | 35,79      | La Palma      |
| Los Realejos                        | 36.276          | 57,08      | Tenerife      |
| Los Silos                           | 4.805           | 24,23      | Tenerife      |
| Mogán                               | 22.277          | 172,43     | Gran Canaria  |
| Moya                                | 7.845           | 31,86      | Gran Canaria  |
| Pájara                              | 19.271          | 383,51     | Fuerteventura |
| Puerto de la Cruz                   | 29.419          | 8,73       | Tenerife      |
| Puerto del Rosario                  | 37.363          | 289,95     | Fuerteventura |
| Puntagorda                          | 2.027           | 31,09      | La Palma      |
| Puntallana                          | 2.372           | 35,09      | La Palma      |
| San Andrés y Sauces                 | 4.265           | 42,75      | La Palma      |
| San Bartolomé                       | 18.402          | 40,89      | Lanzarote     |
| San Bartolomé de Tirajana           | 54.932          | 333,13     | Gran Canaria  |
| San Cristóbal de La Laguna          | 152.843         | 102,05     | Tenerife      |
| San Juan de la Rambla               | 4.958           | 20,66      | Tenerife      |
| San Miguel de Abona                 | 17.090          | 42,04      | Tenerife      |
| San Sebastián de la Gomera          | 8.591           | 113,59     | La Gomera     |
| Santa Brígida                       | 18.582          | 23,80      | Gran Canaria  |
| Santa Cruz de La Palma              | 15.900          | 43,37      | La Palma      |
| Santa Cruz de Tenerife              | 203.811         | 150,56     | Tenerife      |
| Santa Lucía de Tirajana             | 69.069          | 61,55      | Gran Canaria  |
| Santa María de Guía de Gran Canaria | 13.890          | 42,58      | Gran Canaria  |
| Santa Úrsula                        | 14.246          | 22,59      | Tenerife      |
| Santiago del Teide                  | 10.690          | 52,21      | Tenerife      |
| Tacoronte                           | 23.893          | 30,09      | Tenerife      |
| Tazacorte                           | 4.771           | 11,36      | La Palma      |
| Tegueste                            | 11.107          | 26,41      | Tenerife      |
| Teguise                             | 21.454          | 263,98     | Lanzarote     |
| Tejeda                              | 2.001           | 103,29     | Gran Canaria  |
| Telde                               | 102.078         | 102,42     | Gran Canaria  |
| Teror                               | 12.499          | 25,70      | Gran Canaria  |
| Tías                                | 20.019          | 64,61      | Lanzarote     |
| Tijarafe                            | 2.596           | 53,76      | La Palma      |
| Tinajo                              | 5.824           | 135,38     | Lanzarote     |
| Tuineje                             | 13.797          | 275,93     | Fuerteventura |
| Valle Gran Rey                      | 4.223           | 32,36      | La Gomera     |
| Vallehermoso                        | 2.913           | 109,31     | La Gomera     |
| Valleseco                           | 3.856           | 22,11      | Gran Canaria  |
| Valsequillo de Gran Canaria         | 9.276           | 39,15      | Gran Canaria  |
| Valverde                            | 4.870           | 103,64     | El Hierro     |
| Vega de San Mateo                   | 7.678           | 37,89      | Gran Canaria  |
| Vilaflor                            | 1.671           | 56,26      | Tenerife      |
| Villa de Mazo                       | 4.863           | 71,17      | La Palma      |
| Yaiza                               | 15.815          | 211,84     | Lanzarote     |

## Distribució dels municipis de més de 10.000 habitants perilles
| # | Illa          | >300.000 hab. | Entre 200.000 i 300.000 hab. | Entre 100.000 i 200.000 hab. | Entre 50.000 i 100.000 hab. | Entre 20.000 i 50.000 hab. | Entre 10.000 i 20.000 hab. | Total >10.000 hab. |
| - | ------------- | ------------- | ---------------------------- | ---------------------------- | --------------------------- | -------------------------- | -------------------------- | ------------------ |
| 1 | Tenerife      | 0             | 1                            | 1                            | 1                           | 9                          | 4                          | 16                 |
| 2 | Gran Canaria  | 1             | 0                            | 1                            | 2                           | 5                          | 3                          | 12                 |
| 3 | Lanzarote     | 0             | 0                            | 0                            | 1                           | 3                          | 2                          | 6                  |
| 4 | Fuerteventura | 0             | 0                            | 0                            | 0                           | 3                          | 2                          | 5                  |
| 5 | La Palma      | 0             | 0                            | 0                            | 0                           | 1                          | 1                          | 2                  |
| 6 | La Gomera     | 0             | 0                            | 0                            | 0                           | 0                          | 0                          | 0                  |
| 7 | El Hierro     | 0             | 0                            | 0                            | 0                           | 0                          | 0                          | 0                  |